# AMP-69
O AMP-69 (Autómata Módosított Puskagránátos) é um fuzil de assalto 7,62×39mm de fogo seletivo operado a gás que foi fabricado pela Fegyver-és Gépgyár.
Foi especialmente criado para disparar granadas de bocal com cartuchos de festim.